# Società Podistica Lazio 1903-1904
Questa voce raccoglie le informazioni riguardanti la Società Podistica Lazio nelle competizioni ufficiali della stagione 1903-1904.

## Stagione
Il 24 ottobre 1904 nel corso di un convivio tenutosi alla Trattoria dell'Olmo in Via Angelica, fu presentata la bandiera sociale della Lazio. Fu battezzata dalla signorina Anna Tobia Massa, futura moglie del socio fondatore Galileo Massa, che la cucì con le sue mani e che fu offerta dal socio Paolo Pastori. In tale occasione il Presidente Generale Fortunato Ballerini tenne il suo primo discorso ufficiale in cui augurò alla Lazio i più grandi successi.
Da notare che la bandiera, oltre ai tradizionali colori biancocelesti, aveva legato all'asta il nastrino della Società Ginnopodistica Esperia, che il 24 giugno 1904 era stata assorbita dalla Lazio.

## Divise
L'uniforme è una maglia a quarti bianchi e celesti con calzoncini e calzettoni neri.

## Organigramma societario
Area direttiva
- Presidente: Giuseppe Pedercini, poi Fortunato Ballerini
- Vice Presidente: Tito Masini
- Segretario: Guido Baccani

Area tecnica
- Direttore sportivo: Alceste Grifoni
- Allenatore: Sante Ancherani

## Rosa
| N. |                   | Ruolo | Calciatore       |
| -- | ----------------- | ----- | ---------------- |
|    | Italia (bandiera) | P     | Carlo Volpi      |
|    | Italia (bandiera) | P     | Andrea Cerruti   |
|    | Italia (bandiera) | D     | Pietro Cerruti   |
|    | Italia (bandiera) | D     | Carlo Grassi     |
|    | Italia (bandiera) | D     | Alceste Grifoni  |
|    | Italia (bandiera) | C     | Olindo Bitetti   |
|    | Italia (bandiera) | C     | Giuseppe D'Amico |
|    | Italia (bandiera) | C     | Guido Mariotti   |

| N. |                   | Ruolo | Calciatore          |
| -- | ----------------- | ----- | ------------------- |
|    | Italia (bandiera) | C     | Fernando Pellegrini |
|    | Italia (bandiera) | A     | Sante Ancherani     |
|    | Italia (bandiera) | A     | Ernesto Cerruti     |
|    | Italia (bandiera) | A     | Rodolfo De Mori     |
|    | Italia (bandiera) | A     | Angelo Golini       |
|    | Italia (bandiera) | A     | Tito Masini         |
|    | Italia (bandiera) | A     | Romolo Pollina      |
|    | Italia (bandiera) | A     | Augusto Ricci       |

## Calciomercato
| Acquisti | Acquisti | Acquisti | Acquisti |
| R.       | Nome     | da       | Modalità |
| -------- | -------- | -------- | -------- |

| Cessioni | Cessioni           | Cessioni | Cessioni      |
| R.       | Nome               | a        | Modalità      |
| -------- | ------------------ | -------- | ------------- |
| P        | Arturo Balestrieri |          | fine carriera |

## Risultati

### Amichevole
| Roma 15 maggio 1904 Amichevole (primo derby) | Lazio     | 3 – 0 | C.S. Virtus | Campo di Piazza D'Armi |
| \| \| \| \| \| Ancherani \| Marcatori \| \|  |           |       |             |                        |
|                                              |           |       |             |                        |
| Ancherani                                    | Marcatori |       |             |                        |